# ポンポン (潜水艦)
ポンポン (USS Pompon, SS/SSR-267) は、アメリカ海軍の潜水艦。ガトー級潜水艦の一隻。艦名はイサキ科の一種ブラック・マーゲイトのカリブ海沿岸での通称に因む。「平穏なるP」 "Peaceful P" との愛称があった。

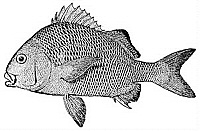
ブラック・マーゲイト（通称Pompon）

## 艦歴
「ポンポン」は1941年11月26日にウィスコンシン州マニトワックのマニトワック造船で起工する。1942年8月15日にキャサリン・メアリー・ウォレソンによって進水し、艦長アール・C・ホーク少佐（アナポリス1928年組）の指揮下1943年3月17日に就役する。4月5日、浮きドックでミシシッピ川を下りニューオーリンズに運ばれた。ニューオーリンズで艤装が行われ、ポンポンは太平洋に出航。オーストラリアのブリスベンに回航された。

### 第1の哨戒 1943年7月 - 8月
7月10日、「ポンポン」はビスマルク諸島、トラック諸島およびカロリン諸島方面に向かった。7月16日、日本海軍の潜水艦がポンポンに向けて2本の魚雷を発射したが、両方ともポンポンの前方を通過した。トラック沖での哨戒では僚艦と共に偵察ラインを形成し、日本艦隊の動向を監視してソロモン諸島方面で戦闘を続けている第7艦隊の作戦支援を行った。7月25日、北緯02度46分 東経148度35分 / 北緯2.767度 東経148.583度のマヌス島北北東約560キロの水域で第2323船団を発見し、スコールをかわして追跡した末に、夕刻にいたって魚雷を4本ずつ二度にわたって発射。魚雷は陸軍輸送船「ていむず丸」（川崎汽船、5,871トン）に命中してこれを撃沈し、特設運送船「金泉丸」（朝鮮郵船、3,081トン）にも魚雷を2本命中させ船体の前部をもぎ取ったが、「金泉丸」は沈没を免れた。護衛艦は攻撃回避に精一杯であり、「ポンポン」は易々と立ち去った。8月22日、43日間の行動を終えてブリスベンに帰投した。

### 第2の哨戒 1943年9月 - 11月
9月12日、「ポンポン」は2回目の哨戒で南シナ海方面に向かった。ダーウィンへ向かう途中の9月16日未明、南緯16度35分 東経146度45分 / 南緯16.583度 東経146.750度の地点ですれ違った味方のリバティー船からの誤射を受け、広い範囲を損傷したが個別の傷は大したことがなかった。9月20日から21日にダーウィンに寄港ののち、哨戒海域に針路を向ける。10月1日午後には、北緯07度50分 東経117度30分 / 北緯7.833度 東経117.500度の地点で護衛艦を配した8,000トン級輸送船を発見し、魚雷を4本発射して爆発を聴取するも、スコールにさえぎられて何も見えなかった。10月14日午後にも北緯05度29分 東経104度06分 / 北緯5.483度 東経104.100度の地点で3隻の輸送船団を発見し、タンカーに向けて魚雷を4本発射。2本が命中したが、爆発はなかった。10月20日夜、北緯05度16分 東経117度30分 / 北緯5.267度 東経117.500度の地点を浮上航行中、至近距離に雷跡を発見し、これを回避する。結局のところ、この哨戒では戦果を挙げることはなかった。11月5日、55日間の行動を終えてフリーマントルに帰投した。

### 第3、第4の哨戒 1943年11月 - 1944年4月
11月29日、「ポンポン」は3回目の哨戒で南シナ海、インドシナ半島および中国大陸沿岸部に向かった。12月11日、北緯07度13分 東経115度01分 / 北緯7.217度 東経115.017度のバラバク海峡で2隻のサンパンを別々に発見し、3インチ砲と20ミリ機銃で撃沈。12月13日には北緯08度45分 東経106度05分 / 北緯8.750度 東経106.083度から北緯08度48分 東経106度03分 / 北緯8.800度 東経106.050度にいたるプロコンドル島近海に機雷を11個敷設。その後、セレベス海で5日間哨戒し、ダーウィンで補給を行った。1944年1月28日、60日間の行動を終えてフリーマントルに帰投。艦長がステファン・H・ギンベル少佐（アナポリス1935年組）に代わった。
2月22日、「ポンポン」は4回目の哨戒でハルマヘラ島方面に向かった。3月8日には病院船「氷川丸」（日本郵船、11,622トン）を発見し、見送った。翌3月9日夜、「ポンポン」は北緯04度01分 東経128度07分 / 北緯4.017度 東経128.117度の地点で3隻の小型護衛艦を発見し、魚雷を4本発射したが、護衛艦の吃水が浅かったためか命中しなかった。パラオ方面、サイパン島方面で偵察を行い、3月25日にミッドウェー島寄港を命じられた。4月10日、50日間の行動を終えて真珠湾に帰投。4日間修理に従事した。

### 第5の哨戒 1944年5月 - 6月
5月6日、「ポンポン」は5回目の哨戒で日本近海に向かった。九州沖、豊後水道方面で哨戒した後、哨区を東に移動させた。5月28日午後、北緯32度43分 東経132度39分 / 北緯32.717度 東経132.650度の地点で単独航行の輸送船を発見して魚雷を3本発射したが、命中しなかった。2日後の5月30日朝には、北緯33度15分 東経134度11分 / 北緯33.250度 東経134.183度の室戸岬沖30度3海里地点で1隻の商船を発見した。高知から大阪に向かっていた貨客船「滋賀丸」（関西汽船、742トン）に対して魚雷を3本発射し、うち1本が「滋賀丸」中央部に命中して轟沈し、残る2本は陸上に命中して爆発した。
攻撃直後、「ポンポン」は5時間もの制圧を受けたが切り抜けた。その後、東京湾口方面に移動し、サイパンの戦いの援護に向かう艦隊や輸送船団が出てくるのを見張り、いくつか目標も発見したが、戦闘は起こらなかった。6月25日、50日間の行動を終えてミッドウェー島に帰投した。

### 第6の哨戒 1944年7月 - 9月
7月19日、「ポンポン」は6回目の哨戒でオホーツク海方面に向かった。7月27日に北緯37度18分 東経142度57分 / 北緯37.300度 東経142.950度の地点でトロール船を浮上砲戦で撃沈。8月7日、北緯46度12分 東経150度03分 / 北緯46.200度 東経150.050度の地点で輸送船と「千鳥型水雷艇」を発見し、魚雷を4本発射して2つの爆発音が聞こえたものの、何も変化はなかった。8月12日午後には、北緯49度52分 東経144度50分 / 北緯49.867度 東経144.833度の樺太東方海面で、オハに向かっていたキラ003船団を発見。悪天候の中で追跡を行い、夜に北緯50度35分 東経144度02分 / 北緯50.583度 東経144.033度の地点にいたったところで魚雷を3本ずつ発射し、さらに4本発射する。最初の3本は2本が命中し、二度目の3本も、うち2本が命中。三度目の4本は命中しなかった。一連の攻撃で、「第二十御影丸（武庫汽船、2,718トン）」型に擬せられた輸送船「まやち丸」（三井船舶、2,159トン）を撃沈した。この戦闘の最中、「ポンポン」は自らが発射した魚雷のうち1本が艦尾を掠め去り、危ういところを助かった。9月3日、46日間の行動を終えて真珠湾に帰投。メア・アイランド海軍造船所に回航されてオーバーホールに入り、終了後の12月13日にマジュロに到着し、間もなく哨戒に備えてサイパン島タナパグ港に進出した。

### 第7の哨戒 1945年1月 - 1945年2月
1945年1月16日、「ポンポン」は7回目の哨戒で「スペードフィッシュ (USS Spadefish, SS-411) 」とともに黄海方面に向かった。1月28日、「ポンポン」は北緯33度50分 東経122度55分 / 北緯33.833度 東経122.917度の小黒山島西方200キロの黄海洋上でヒ91船団を発見し、「スペードフィッシュ」にもその旨通報した。しかし、通報を受けた「スペードフィッシュ」が海防艦「久米」と特設運送艦「讃岐丸」（日本郵船、9,246トン）を撃沈したのに対し、「ポンポン」は2隻の護衛艦に阻止されて攻撃のチャンスを逸した。翌1月29日朝、潜航哨戒に移ろうとしていた際に司令塔ハッチが故障するというハプニングに見舞われた。13mの深度に達したとき、海水が司令塔や制御室に入り込み、その他の区画も浸水で大なり小なりのダメージを受けた。哨戒を打ち切ってミッドウェー島に向かったが、復旧もままならないうちに輸送船団の護衛艦に発見された。浸水が増大する危険があったが、やむを得ず潜航して護衛艦をやり過ごし、浸水は奇跡的に増大しなかった。「ポンポン」の安否が気遣われたため、ミッドウェー島に向かっていた「ポーギー (USS Pogy, SS-266) 」がポンポンと急遽会合し、「ポンポン」は「ポーギー」の護衛を受けることとなった。2月11日、34日間の行動を終えてミッドウェー島に帰投。艦長がジョン・A・ボグレイ少佐（アナポリス1938年組）に代わった。

### 第8、第9の哨戒 1945年3月 - 7月
3月30日、「ポンポン」は8回目の哨戒で台湾方面に向かった。この哨戒では4月23日に病院船を発見し、5月2日には北緯26度15分 東経121度19分 / 北緯26.250度 東経121.317度の地点でモーターサンパンを発見して5インチ砲、40ミリ機関砲および20ミリ機銃で攻撃したが、脅かしただけに終わった。また、106機の航空機と接触したほか、「レイ (USS Ray, SS-271) 」から、日本軍に撃墜されてレイに救助されたPBM マリナーの乗員10名を託された。5月24日、52日間の行動を終えてグアムアプラ港に帰投した。
6月18日、「ポンポン」は9回目の哨戒でトラック諸島方面に向かった。この哨戒では救助任務が主で、航空機には一度しか出会わず、船には出会わなかった。7月22日、34日間の行動を終えてアプラ港に帰投した。その後、同島で8月15日の終戦を迎えた。

### 戦後・レーダー哨戒潜水艦
「ポンポン」は8月22日に帰途に就き、9月19日にニューオーリンズに到着した。1946年5月11日に退役し、大西洋予備役艦隊ニューロンドン・グループで保管される。その後レーダーの増設が行われ、1953年6月15日に SSR-267 （レーダー哨戒潜水艦）として再就役した。グアンタナモ湾への整調巡航の後、新たな母港のバージニア州ノーフォークへ向かった。11月に地中海に向けて出航し、1954年2月4日まで第6艦隊に所属し作戦活動に従事する。1955年1月にバージニア岬を離れてカリブ海に向かい、3月に帰還する。1956年2月にもカリブ海で活動し、その後7月6日から10月3日までは地中海で活動した。
1957年9月から10月にかけて「ポンポン」はNATOの大規模演習「Strikeback」に参加し、スコットランドのクライド川、フランスのルアーブル、イギリスのポートランドを訪問した。1958年6月17日まで大西洋とカリブ海で活動し、その後地中海に移動、9月まで留まった。ノーフォークに帰還すると東海岸で活動を続け、1959年2月2日にチャールストンで予備役となる。1960年4月1日に除籍され、11月25日にコマーシャル・メタルズ社に売却された。
「ポンポン」は第二次世界大戦の戦功で4個の従軍星章を受章した。